# Евтушенко, Юрий Трофимович
Юрий Трофимович Евтушенко (род. 23 октября 1943 года, Белово, Кемеровская область) — российский гусляр, профессор Российской академии музыки имени Гнесиных. Народный артист Российской Федерации (1993).

## Биография
Во время прохождения службы в Вооружённых силах СССР с 1963 по 1965 годы был артистом Ансамбля песни и пляски Северного Флота. После службы в армии поступил в Государственный музыкально-педагогический институт имени Гнесиных (класс домры Рудольфа Белова, класс дирижирования Семён Сахаров), который окончил в 1970 году.
В 1972 году становится солистом Московской областной филармонии. В 1987 году был на гастролях в Афганистане, выступал перед военнослужащими ограниченного контингента советских войск. В 1988 году создал при филармонии камерный оркестр гусляров (с 1994 года — государственный оркестр «Гусляры России»).
Преподаёт в академии имени Гнесиных в отделе народных инструментов. По его инициативе в 1981 году в училище был открыт класс гуслей. В 1989 году выпустил пособие «Практический курс игры на гуслях звончатых». В 2001 году удостоен звания профессора.
Среди учеников Юрия Евтушенко — его сын, заслуженный артист России, главный дирижёр оркестра «Гусляры России» Максим Евтушенко, преподаватель Московского государственного университета культуры и искусств; заслуженная артистка России, руководитель ансамбля гусляров «Купина» Любовь Жук.

## Награды и премии
- 2016 — Почётная грамота Президента Российской Федерации — за заслуги в развитии культуры, средств массовой информации и многолетнюю плодотворную деятельность[12].
- 2009 — Знак Губернатора Московской области «Благодарю»[3].
- 2003 — Знак отличия «За заслуги перед Московской областью»[3].
- 1993 — Народный артист Российской Федерации[1].
- 1986 — Заслуженный артист РСФСР[3].
- 1979 — лауреат Второго всероссийского конкурса исполнителей на народных инструментах[3].